# Dønna
Dønna là một đô thị ở hạt Nordland, Na Uy.
Dønna (cho đến năm 1962 tên là Dønnes) đã được tách khỏi Nesna ngày 1 tháng 7 năm 1888. Nordvik đã được nhập với Dønna ngày 1 tháng 1 năm 1962.
Đô thị này nằm ở bờ biển Helgeland và được đặt tên theo đảo Dønna (tiếng Na Uy Cổ Dyn). Nhiều người tin rằng tên của hòn đảo lấy theo động từ tiếng Na Uy dynja 'gầm, gào'.
Huy hiệu hiện nay được sử dụng từ năm 1981 với hình con sóng.